# Облонская, Раиса Ефимовна
Раиса Ефимовна Облонская (полная фамилия Вольшонок-Облонская; 14 января 1924, Москва — 31 марта 2010, там же) — русская писательница, переводчица художественной прозы с английского языка. Член Союза писателей СССР (1964).  

## Биография
Окончила редакционно-издательский факультет Московского полиграфического института (1946), где в течение года училась у Норы Галь. Это знакомство переросло в многолетнее творческое содружество, не ограничившееся рядом совместных работ (романы Харпер Ли «Убить пересмешника», Томаса Вулфа «Домой возврата нет», Джеймса Олдриджа «Последний изгнанник»). Корней Чуковский в книге «Высокое искусство» (1964) причисляет перевод повести Харпер Ли «Убить пересмешника», выполненный в соавторстве Н. Галь и Р. Облонской, к числу «переводов, которые могли бы пригодиться молодым переводчикам в качестве образцов и учебников». До 1948 г. работала редактором в издательстве «Молодая гвардия», эпизодически печаталась как литературный критик. Затем обратилась к художественному переводу. Опубликовала также повесть «Октябрина» о детстве и юности советской девушки в 1920-30-е гг., основанную на реальных событиях, в том числе автобиографических.
Премия журнала «Огонёк» (1976).
Умерла 31 марта 2010 года. Прах захоронен на Химкинском кладбище.

## Творчество

### Проза
- Октябрина: Повесть. — М., 1957.

### Основные переводы
- роман Джона Голсуорси «Патриций» (1962)
- романы Герберта Уэллса «Самовластье мистера Парэма» (1963) и «Киппс» (1964)
- роман Артура Конан Дойла «Родни Стоун» (1966)
- роман Роберта Луиса Стивенсона «Сент-Ив» (1967)
- повесть Фарли Моуэта «Проклятие могилы викинга» (1972)
- роман Алана Силлитоу «Начало пути» (1973)
- повесть Уильяма Теккерея «История Сэмюэла Титмарша и знаменитого бриллианта Хоггарти» (1974)
- роман Джеймса Олдриджа «Джули отрешённый» (1976, премия журнала «Огонёк»)
- роман Джозефа Хеллера «Что-то случилось» (1978)
- роман Джека Лондона «Мартин Иден» (1984)
- роман Патрика Уайта «Женская рука» (1986)
- роман Джейн Остин «Мэнсфилд-парк» (1988)
- роман Д. Г. Лоуренса «Сыновья и любовники» (1990)
- роман Сомерсета Моэма «Рождественские каникулы» (1993)
- роман Агаты Кристи «Почему же не Иванс?» (1996)
- повесть Марганиты Ласки «Малыш пропал» (2008)
- пьеса Шона О’Кейси «Пурпурный прах»
- рассказы Шервуда Андерсона, Рэя Брэдбери, Ивлина Во, Теодора Драйзера, Трумена Капоте, Артура Конан Дойла, Эдгара По («Метценгерштейн», «Вильям Вильсон»), Роберта Луиса Стивенсона, Уильяма Теккерея, Гилберта Кийта Честертона и др., а также романы Э. Л. Войнич, Томаса Майн Рида, Ч. П. Сноу, переведённые в соавторстве.